# Channa (bouddhisme)
Pour les articles homonymes, voir Channa.
 (octobre 2018).
Si vous disposez d'ouvrages ou d'articles de référence ou si vous connaissez des sites web de qualité traitant du thème abordé ici, merci de compléter l'article en donnant les références utiles à sa vérifiabilité et en les liant à la section « Notes et références ».
Channa était le conducteur du chariot du prince Siddhartha, le futur bouddha. Il devint un de ses disciples. Il était présent lorsqu'il a vécu sa grande renonciation.